# Kvarnsjöarnas naturreservat
Kvarnsjöarnas naturreservat är ett naturreservat i Skepplanda socken i Ale kommun i Västergötland. Reservatet ligger i vildmarksområdet Risveden och präglas av gammal, orörd barrskog och kärr i kuperad terräng. I området finns Övre Kvarnsjön, Mellersta Kvarnsjön och Nedre Kvarnsjön. Området är artrikt, bl.a. finns gammelgranslav, kattfotslav, hål-lav, nållavar, ängsstarr och gräsull. Naturreservatet som är 82 hektar stort inrättades 2001 och förvaltas av Västkuststiftelsen.